# Alue Bayeu Utang
Alue Bayeu Utang is een bestuurslaag in het regentschap Bireuen van de provincie Atjeh, Indonesië. Alue Bayeu Utang telt 199 inwoners (volkstelling 2010).